# Лінген (Німеччина)
Лінген (нім. Lingen) — місто в Німеччині, розташоване в землі Нижня Саксонія. Входить до складу району Емсланд.
Площа — 176,15 км2. Населення становить 55 599 ос. (станом на 31 грудня 2021).